# Ischnia picta
Ischnia picta là một loài bọ cánh cứng trong họ Cerambycidae.